# 兹德涅克·伊罗特卡
兹德涅克·伊罗特卡（捷克語：Zdeněk Jirotka，1914年2月15日—1981年5月24日），捷克男子冰球运动员。他曾代表捷克斯洛伐克国家队参加1936年冬季奥林匹克运动会冰球比赛，获得第四名。